# 国立駿河療養所
国立駿河療養所（こくりつするがりょうようじょ）は、静岡県御殿場市に位置する国立ハンセン病療養所。厚生労働省所管の施設等機関である。

## 概要
- 病床数
  - 医療法： 294床（一般）
  - 入院定床： 94床
- 敷地面積： 364, 680 m2（11万坪）
- 建物延べ面積： 22, 241 m2
- 職員数： 179名
- 組織： 所長、副所長、診療部門（内科・外科・皮膚科・眼科・耳鼻咽喉科・歯科）、看護部門、薬剤科、事務部門

## 沿革
- 1944年（昭和19年）12月15日 - 傷痍軍人駿河療養所として設立
- 1945年（昭和20年）12月1日 - 厚生省に移管、国立駿河療養所と改称。
- 1995年（平成7年）10月27日 - 国立駿河療養所開所50周年
- 1996年（平成8年）3月27日 - 「らい予防法の廃止に関する法律」成立
- 1996年（平成8年）4月1日 - 同法律施行
- 2001年（平成13年）1月6日 - 厚生労働省に移管。

## 設立の経緯
- 宮崎松記は戦争とハンセン病を研究し、1937年（昭和12年）陸・海軍医務局に軍隊内で発生したライ患者を一等症として軍人恩給の改正すべしと主張した。1940年（昭和15年）それが認められ、結核と同様軍務起因性の疾患とした。宮崎は1947年（昭和22年）らい学会で「戦争と癩」という題で発表、それは翌年の1948年（昭和23年）初頭「レプラ」誌上で発表された。また、軍人専門の療養所の必要性を訴え、その結果傷痍軍人駿河療養所（現国立駿河療養所）が設置された。
- 1944年（昭和19年）12月15日、高島重孝に傷痍軍人駿河療養所長への命。
- 1945年（昭和20年）12月1日、高島重孝、国立駿河療養所長へ命ぜられる。

## 住所
- 郵便番号 412-8512 静岡県御殿場市神山1915番地

## 交通アクセス
- JR東海御殿場線岩波駅よりタクシーで10分。
- 東名高速道路裾野ICより約15分。